# 美國-墨西哥-加拿大協定
美利堅合眾國、墨西哥合眾國和加拿大之間的協定簡稱美國-墨西哥-加拿大協定（通稱《美墨加協定》）是加拿大、墨西哥和美国之间的一项自由贸易协定，亦稱「北美自由贸易協定2.0」（NAFTA 2.0、New NAFTA），以便区分其前身《北美自由贸易协定》。这是北美自由贸易协定成员国在2017年至2018年重新谈判的结果。2018年9月30日，美墨加三國非正式同意条款，并于10月1日正式同意条款。2018年二十國集團布宜諾斯艾利斯峰會舉行期間，美国总统唐纳德·特朗普、墨西哥总统培尼亚·涅托和加拿大总理賈斯汀·杜魯多在11月30日签署了《美墨加協议》。2019年12月11日，美国、墨西哥和加拿大代表签署修订版協议。该协定于2020年7月1日生效。
相對於《北美自由贸易协定》的內容，《美墨加協定》给予美国更多機會进入總值190億美元的加拿大乳制品市场，同時鼓励国内生产更多的汽车和卡车，增加环境和劳工法规，引入最新的知识财产和针对数位贸易的措施，並借用了加拿大和墨西哥簽署的跨太平洋夥伴全面進展協定（CPTPP）的語言。

## 背景
《美墨加協定》是基於其前身－於1994年1月1日生效的《北美自由貿易協定》。而本協定則是經過一年多的談判所得出的結果，期間美國曾經威脅向加拿大征收關稅。
2016年美國總統選舉期間，特朗普競選團隊承諾將會就北美自由貿易協定進行重新談判，一旦談判失敗，將會退出協定。特朗普上任後大幅修改美國對外政策，包括退出《巴黎協定》和《跨太平洋夥伴關係協定》，又向中國大幅增加關稅，向外展示其確實有意修改北美自由貿易協定。

## 名称
签署三方对协定的称呼各不相同，
- 美方称为《美国－墨西哥－加拿大協定》（英語：United States–Mexico–Canada Agreement，USMCA）
  - 美國官方全稱《美利堅合眾國、墨西哥合眾國和加拿大之間的協定》（Agreement between the United States of America, the United Mexican States, and Canada）[1]
- 加方称为《加拿大－美国－墨西哥協定》（英語：Canada–United States–Mexico Agreement，CUSMA[17] ）；法語：，ACEUM）。
- 墨西哥称为《墨西哥－美国－加拿大協定》（西班牙語：Tratado entre México, Estados Unidos y Canadá，T-MEC）。

## 談判
美國和墨西哥首先達成協定，加拿大其後加入談判並更進一步完善協定。由於時任墨西哥總統恩里克·培尼亚·涅托將會在2018年12月1日離任，加上協定需要60日以作審查，因此達成協定的限期為2018年9月30日晚上11時59分。三方談判日以繼夜、夜以繼日進行，最終在限期前不足一小時完成談判和協定草稿。該協定仍然受到「準確性、清晰度和一致性的法律審查」的約束。截至2018年11月，該協定僅提供英文版，而西班牙文和法文版本則具有同等效力。
協定會在簽署和批准後正式生效，批准程序包括要經立法機構通過協定成為國家的法律。
2018年11月30日，三國領導人在阿根廷布宜諾斯艾利斯舉行的G20峰會期間簽署了協定的最終文本。

## 規定
该协定的条款涵盖范围广泛，包括农产品、制成品、劳动条件、数字贸易等。该协定的一些较为突出的方面包括让美国奶农更容易进入加拿大市场，旨在使三国间生产汽车比例高于进口的方针，并保留类似于北美自由贸易协定的争议解决系统。
乳制品规定与加拿大在未能通过的跨太平洋伙伴关系协定（TPP）中同意的规定相似，但略高，使得美国在总额152亿加元（截至2016年）的加拿大乳制品市场中免关税率达到3.6％，高于TPP的3.25％。加拿大同意取消某些乳制品的第7类定价规定，而加拿大的国内供应管理系统仍然存在。加拿大同意将从美国采购的免税额度从之前的20美元提高到150美元，使加拿大消费者有更大的免税进入美国市场的机会。
在美国、墨西哥或加拿大生产至少75％部件的汽车或卡车可以零关税出售。相较NAFTA要求的62.5％提高了12.5%，旨在激励北美汽车生产。此外，此类汽车的制造工作中，有30％必须由从2020年起每小时收入16美元（未计入通货膨胀率）的工人完成。到2023年，这一比例将增加到40％。
该协定将推动墨西哥使工人更容易加入工会。
此外，还有一项规定，即协定本身必须由三个国家每六年审查一次，为期16年日落条款。在六年期审查期间，该协定可延长16年。
《美墨加協定》将延长加拿大版权期限至作者去世后70年，录音75年，並影響成员国如何谈判未来的自由贸易协定。第32.10条要求《美墨加協定》国家如果打算与非市场经济体开始自由贸易谈判，则提前三个月通知協定成员國。第32.10条允许協定成员國审查任何成员同意未来的新的自由贸易协定。人们普遍认为，第32.10条旨在瞄准中国。
《美墨加協定》的新增内容包括第33章，其中涉及宏观经济政策和汇率问题。这被认为是重要的，因为它可以为未来的贸易协定开创先例。

## 簽署及批准

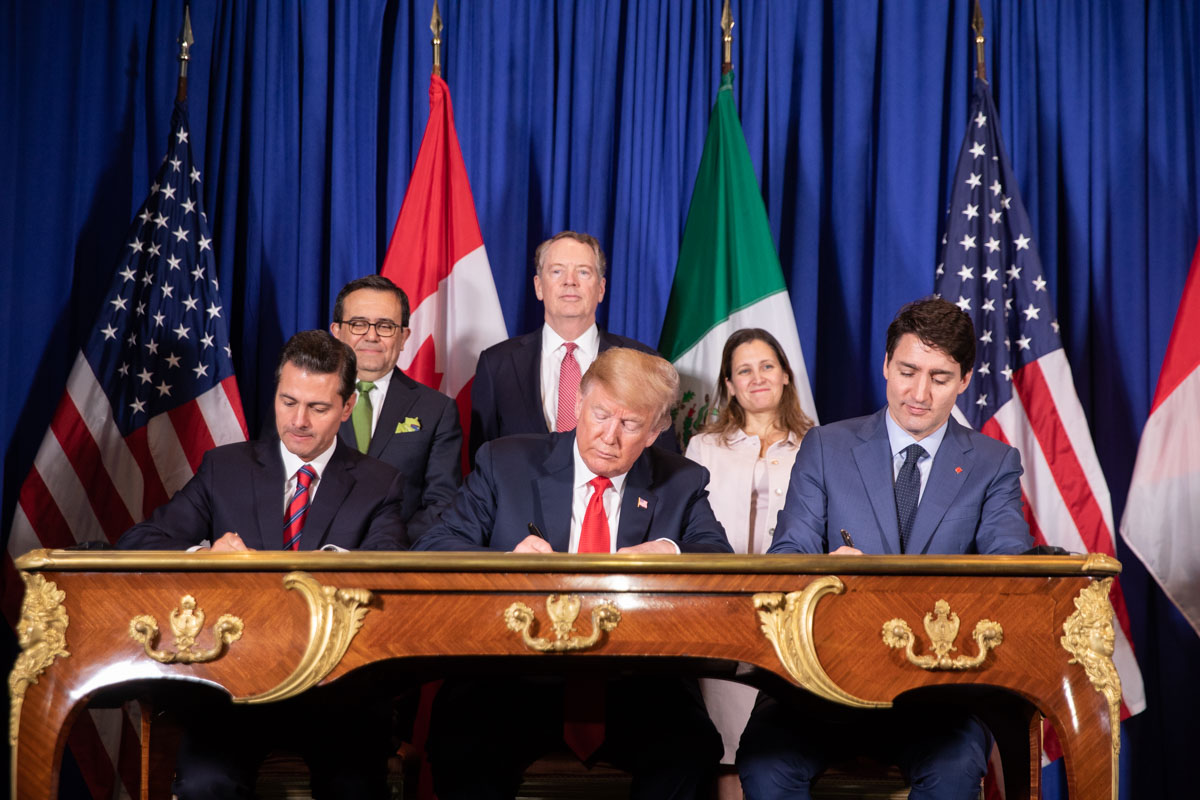
《美墨加協定》簽署儀式。攝於2018年11月30日二十國集團布宜諾斯艾利斯峰會期間。

2018年9月30日，美墨加三國非正式同意条款，并于10月1日正式同意条款。2018年二十國集團布宜諾斯艾利斯峰會舉行期間，美国总统唐纳德·特朗普、墨西哥总统培尼亚·涅托和加拿大总理賈斯汀·杜魯多在11月30日签署了《美墨加協定》。2019年12月11日，美国，墨西哥和加拿大代表签署《美墨加協定》。各國立法机构仍然必须批准该协定，才能生效。

### 墨西哥
2019年12月12日，墨西哥參議院以107票對1票通過修訂版《美墨加協定》。
2020年4月3日，墨西哥宣布准备实施《美墨加協定》，但要求给其汽车工业更多时间来遵守该协定。

### 美国
2019年12月19日，美国众议院投票通过修订版《美墨加協定》。
2020年1月16日，美国国会参议院以89票對10票通過《美墨加協定》。
1月29日，美国总统特朗普签署生效《美墨加協定》。

### 加拿大
2020年2月6日，《美墨加協定》在加拿大下议院通过二读。3月13日，加拿大下议院三读通过《美墨加協定》。
4月3日，加拿大通知美国和墨西哥其已完成《美墨加協定》的国内批准程序。

## 经济效果
分析認為，該協定預計對經濟影響很小。國際貨幣基金組織 (IMF) 2019年3月下旬發布的一份工作文件發現，該協定對整體經濟的影響「可以忽略不計」。
2019年12月，經濟政策研究所的Thea M. Lee和Robert E. Scott批評該協定“充其量只是平淡無奇”，因為它“幾乎對美國工人的工資或收入沒有明顯影響”，並指出“其好處微乎其微，最終這項協定是淨收益者還是損失者尚不確定。
2020年6月，《日經亞洲評論》報道稱，日本汽車公司選擇“向墨西哥支付三倍工資，而不是遷往美國”，以避免汽車零件關稅。
不過，協定實施三年後，在墨西哥的外國車廠開始感受到了壓力。 《日本經濟新聞》在2023年6月的報告稱，嚴格的免關稅條件刺激墨西哥工資水平上漲，提高了企業的生產成本，使在墨外國車企負擔加重，「壓力山大」。
中國國際問題研究院研究員章婕妤指出，“美洲製造”無法取代“美國製造”，“美國優先”不會讓步於“美洲優先”。目前美拉「近岸外包」的繁榮，可能是美國為因應供應鏈危機的權宜之計，未來成熟後或將產業遷回美國。

## 现状
2025年2月1日，第二次上任美国总统的唐纳德·特朗普以加拿大、墨西哥两国打击非法移民及毒品不力为由，对两国启动贸易战，将两国进口商品关税提升25%。相关措施于3月4日正式生效，加拿大和墨西哥指责加征关税违反协定。